# Julius Plücker
Julius Plücker   (Elberfeld, 16 de juliol de 1801 - Bonn, 22 de maig de 1868) va ser un matemàtic i físic  alemany. Va fer importants contribucions al camp de la geometria analítica (en particular estudiant les corbes de Lamé) i va ser un pioner en la recerca sobre raigs catòdics que va acabar conduint al descobriment de l'electró.

## Biografia

### Primers temps
Plücker va néixer a Elberfeld (Ducat de Berg, ara part de Wuppertal, Alemanya). Després de ser escolaritzat a Düsseldorf va estudiar a les universitats de Bonn i Heidelberg i el 1823 va anar a París, on va rebre la influència de la gran escola de geòmetres, el fundador de la qual, Gaspard Monge, havia mort recentment. Estant a París va escriure la seva tesi doctoral que va presentar en absència a la universitat de Marburg el 1823.
En 1825 va tornar a Bonn, on en 1828 fou nomenat professor extraordinari de matemàtica. En el mateix any va publicar el primer volum del seu Analytisch-geometrische Entwickelungen, que va introduir per primera vegada el mètode de notació abreujada. En 1831 va publicar el segon volum, en el qual, entre altres contribucions, donava una base sòlida a la dualitat projectiva tot atribuint coordenades a les rectes del pla (i equacions als seus punts).
La seva aproximació a la geometria era purament analítica, cosa que el diferenciava clarament de Jakob Steiner i els seus mètode sintètics, tot i que en nombroses ocasions arribaven als mateixos resultats.

### Carrera
Plücker va ser professor de matemàtiques a Berlin, Halle, i novament a Bonn, fins que en 1847, a Bonn mateix, va prendre la càtedra de física, camp al qual va dedicar el gruix de la seva recerca en els anys següents. En 1858 va publicar la primera de les seves investigacions clàssiques sobre l'acció de l'imant sobre la descàrrega elèctrica en els gasos enrarits. Va descobrir que la descàrrega provocava una lluentor fluorescent a les parets de vidre del  tub de buit, i que es podia moure la brillantor acostant un electroimant al tub, el que hi crea un camp magnètic. Posteriorment es va identificar que la lluentor era produïda pels raigs catòdics. Durant aquesta època va fer diversos viatges a Anglaterra per compartir idees amb els físics britànics i, especialment, amb Michael Faraday.

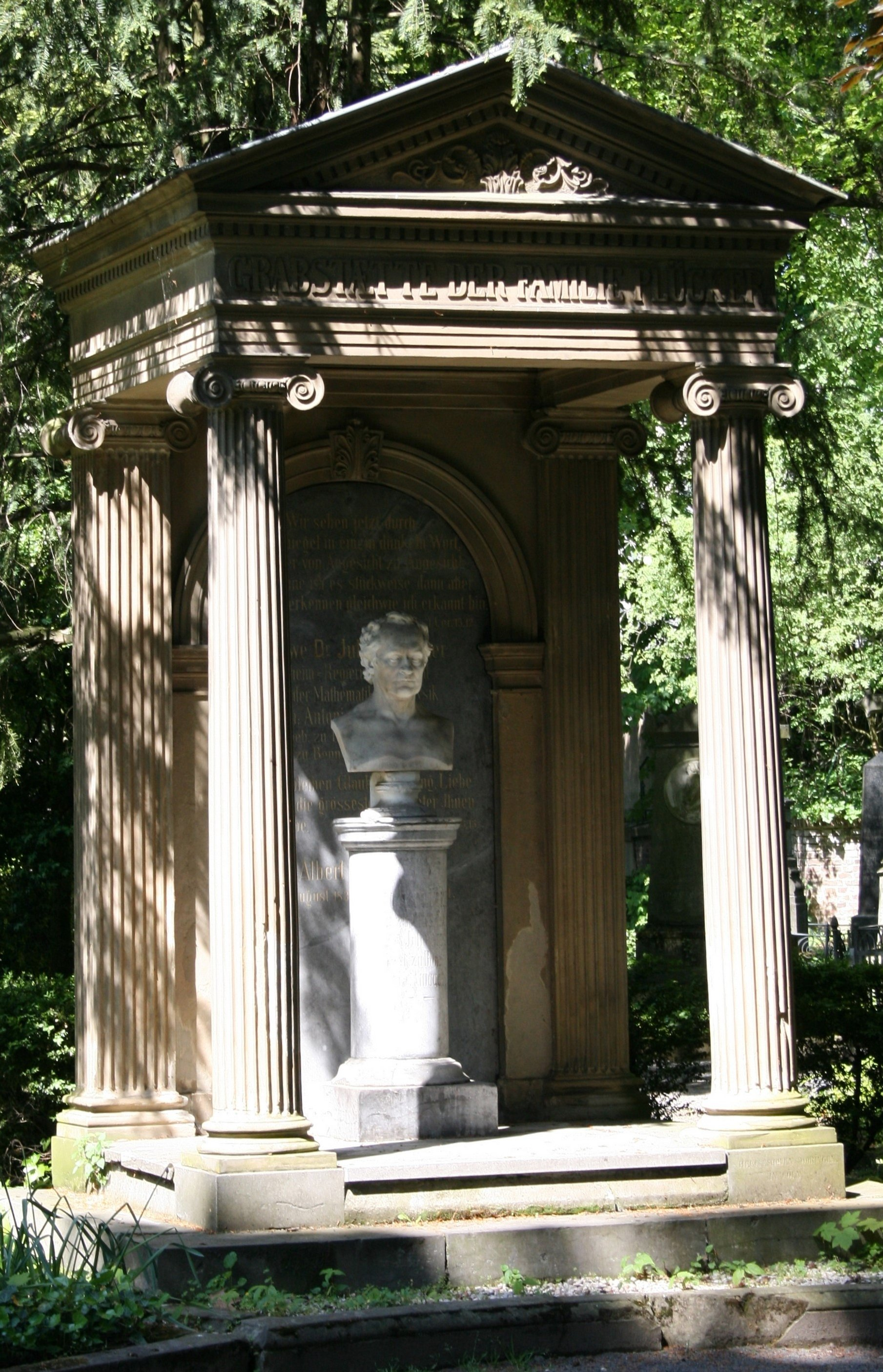
Tomba de Plucker al cementiri antic de Bonn.

Plücker, primerament sol i després assistit per Johann Hittorf, va fer molts descobriments importants en l'espectroscòpia de gasos. Va ser el primer a emprar tubs de buit amb una secció capil·lar (actualment anomenats tubs de Geissler), a través dels quals podia augmentar la intensitat lluminosa de les descàrregues elèctriques a un nivell suficient per permetre la investigació espectroscòpica. Va precedir Robert Wilhelm Bunsen i Gustav Kirchhoff en anunciar que les línies de l'espectre són característiques de la substància química que les emet, i en notar el valor d'aquest descobriment per a l'anàlisi química. Segons Hittorf va ser el primer en veure les tres línies de l'espectre d'hidrogen, que pocs mesos després de la seva mort van ser reconegudes en l'espectre de les protuberàncies solars.
El 1865 Plücker va tornar al camp de la geometria introduint el que es va anomenar la geometria de línies durant el segle xix. En geometria projectiva, les coordenades de Plücker es refereixen a una col·lecció de coordenades homogènies introduïdes identificant la totalitat de les rectes de l'espai tridimensional com els punts una quàdrica en l'espai de cinc dimensions. Actualment les coordenades de Plücker i la immersió corresponent són casos particulars estudiats en la teoria de les Grassmannianes, en la qual aquestes coordenades s'apliquen per subespais de dimensió k en l'espai de la dimensió n).
Plücker va ser guardonat amb la Medalla Copley de la Royal Society el 1866.